# استیون دیلین
استیون دیلین (به انگلیسی: Stephen Dillane) (زاده ۳۰ نوامبر ۱۹۵۶) بازیگر انگلیسی است. 
از جمله فیلم‌هایی که او در آن بازی کرده می‌توان به آرتور شاه، قطعات فراری، حقیقت درباره چارلی، 'جاسوس‌بازی، تاریک‌ترین لحظات، قلب‌های ربوده‌شده، مجموعه تلویزیونی بازی تاج و تخت، آنا کارنینا، محاکمه خدا، نورآتش، گردهمایی، به سارایوو خوش‌آمدید، افسر آزادی مشروط، بیست و هشت هزار، پناهگاه و جان آدامز اشاره کرد.